# Budapesti Sakk-szemle
Budapesti Sakk-szemle (угор. Будапештський шаховий огляд) — перший угорський шаховий часопис. Виходив у Будапешті від 1889 до 1895 року. Редактор: Дьюла Маковец.